# Obergrafendorf (Roßbach)
Obergrafendorf ist ein Gemeindeteil der Gemeinde Roßbach im niederbayerischen Landkreis Rottal-Inn.

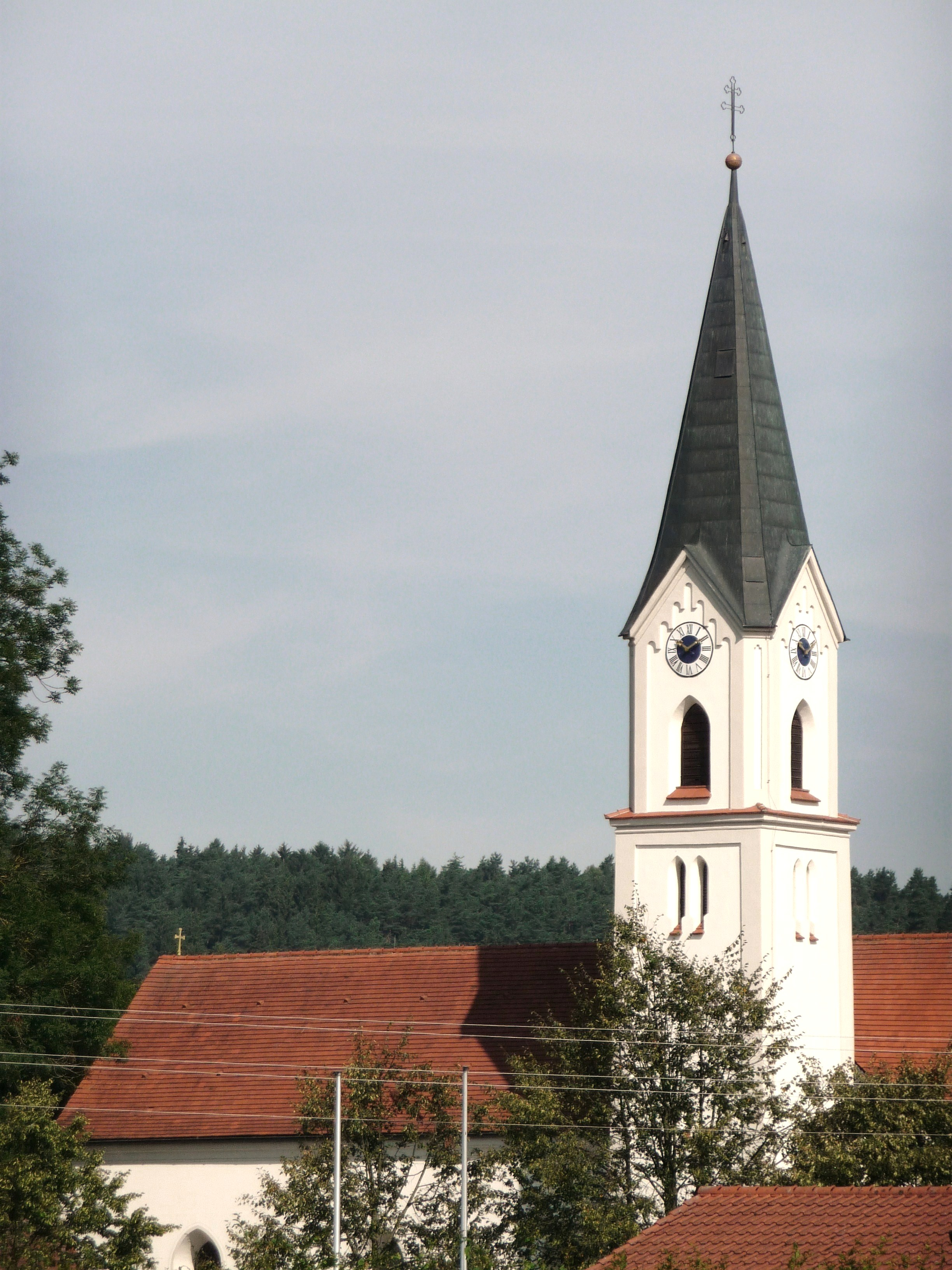
Die Filialkirche St. Stephanus

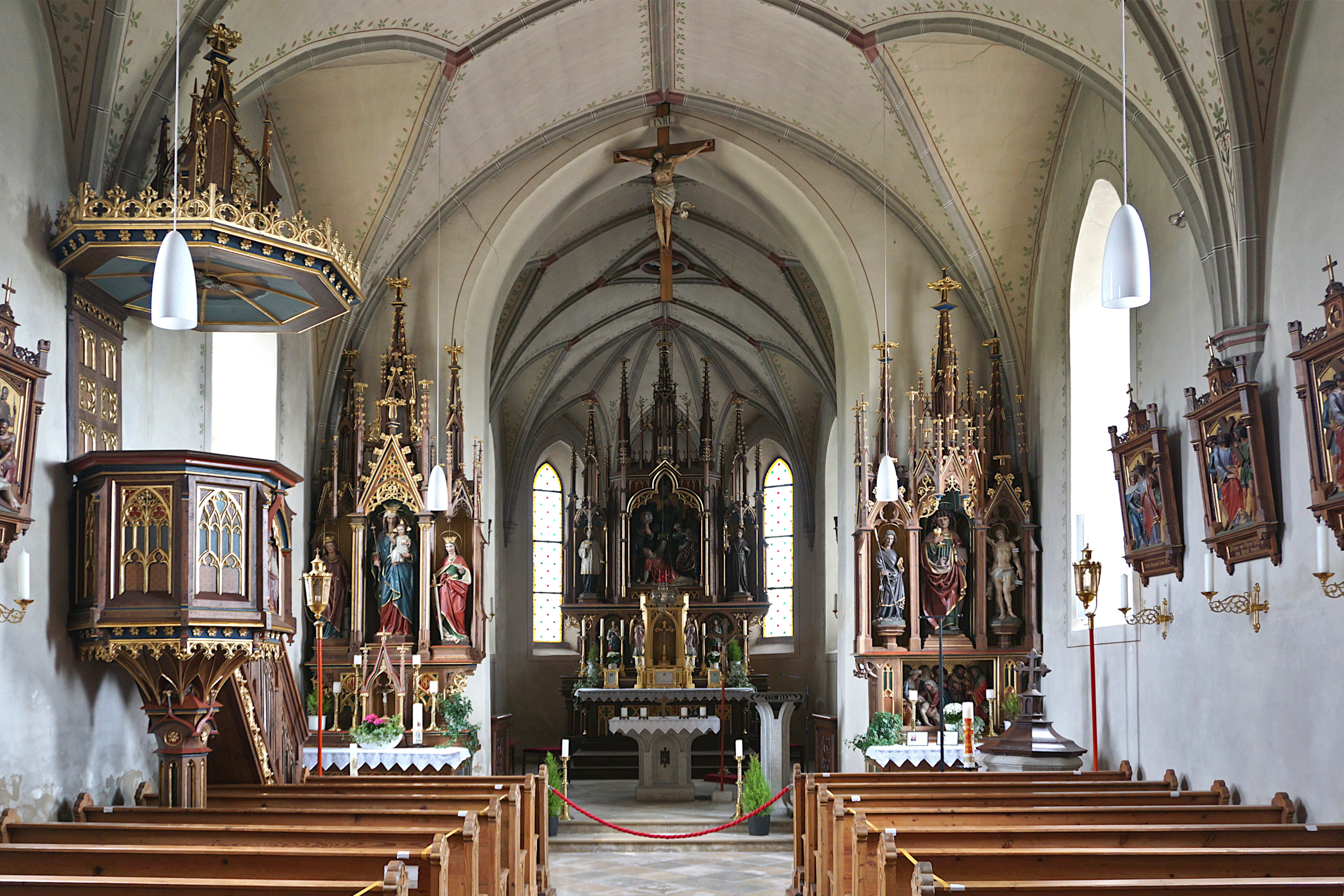
Innenraum der Filialkirche St. Stephanus

Das Kirchdorf Obergrafendorf liegt in einer Höhenlage von 366 Metern im Tal der Kollbach etwa auf halber Strecke zwischen Roßbach und Arnstorf an der Staatsstraße 2115.
Es hat seinen Namen vermutlich ebenso wie die Ortschaft Untergrafendorf vom Edelgeschlecht de Grauendorf oder Gravindorf (Grafendorf). 1227 schenkte der Passauer Bischof Gebhard I. von Plain die alte Pfarrei seinem Domkapitel. Obergrafendorf gehörte zur Gemeinde Thanndorf. Mit der Eingemeindung Thanndorfs nach Münchsdorf am 1. Januar 1972 wechselte auch Obergrafendorf seine Gemeindezugehörigkeit. Mit der Auflösung der Gemeinde Münchsdorf kam Obergrafendorf im Zuge der Gemeindegebietsreform zur Gemeinde Roßbach.
Die ehemalige Pfarrkirche St. Stephanus ist seit der Verlegung des Pfarrsitzes nach Münchsdorf im Jahr 1977 Filialkirche der Pfarrei Münchsdorf. Das spätgotische Bauwerk des 15. Jahrhunderts wurde 1863 erhöht und verlängert. In der Kirche brachte man ein Lattengewölbe mit Rippenfiguration an. 1898 folgte eine weitere Restaurierung.
Die Ausstattung ist neugotisch mit einigen gotischen Elementen. In der Vorhalle befindet sich in dem kleinen neugotischen Altar ein spätgotisches Holzrelief um 1480 mit der Kreuzigung Christi. Die beiden Holzfiguren mit dem Apostel Johannes und dem heiligen Leonhard sind Werke aus der Mitte des 15. Jahrhunderts. Das Relief in der Predella des südlichen Seitenaltares mit der Beweinung Christi stammt aus der Zeit um 1480 bis 1490.
Bei der Kirche befindet sich ein eigener Friedhof. Die Freiwillige Feuerwehr Obergrafendorf wurde 1906/1907 gegründet. Das jetzige Feuerwehrhaus entstand im Jahr 1973.